# Bradysia ocellaris
Bradysia ocellaris är en tvåvingeart som först beskrevs av Comstock 1882.  Bradysia ocellaris ingår i släktet Bradysia, och familjen sorgmyggor. Arten är reproducerande i Sverige.